# Aristotelia avanica
Aristotelia avanica is een vlinder uit de familie van de tastermotten (Gelechiidae). De wetenschappelijke naam van de soort is voor het eerst geldig gepubliceerd in 1982 door Piskunov & Emelyanov.